# 2009年の日本シリーズ
2009年の日本シリーズ（にせんきゅうねんのにっぽんシリーズ、にせんきゅうねんのにほんシリーズ）は、2009年10月31日から11月7日に開催された読売ジャイアンツと北海道日本ハムファイターズによる第60回プロ野球日本選手権シリーズである。

## 概要
巨人と日本ハムの対決は後楽園シリーズと呼ばれた1981年以来28年ぶり2回目となった。日本ハムは、東京ドームを本拠地としていた1988年から2003年の間、日本シリーズに一度も出場がなかったため、本シリーズ第3戦においてビジターチームとしてではあるが球団史上初めて東京ドームで日本シリーズに出場することとなった。
今大会に限り、新型インフルエンザへの感染に対する特例処置として、出場資格者の人数制限（40人）が撤廃された。ただしベンチ入りできる人数（25人）に変更は無い。
入場料収入は12億8169万6000円、選手への分配金は巨人が1億1931万8601円（分配金としては過去最高）、日本ハムは7954万5734円。球団への分配金は両球団とも2億8083万6134円であった。
「パ・リーグ球団は丑年には日本一になれず王手もかけられない」というジンクスが引き続き継続することになった。

## クライマックスシリーズからのトーナメント表
|  | CS1st                 | CS1st |                                               |       | CS2nd            | CS2nd  |                      |        | 日本選手権シリーズ | 日本選手権シリーズ |
|  |                       |       |                                               |       |                  |        |                      |        |                    |                    |
|  |                       |       |                                               |       |                  |        |                      |        |                    |                    |
|  |                       |       |                                               |       |                  |        |                      |        |                    |                    |
|  |                       |       |                                               |       |                  |        |                      |        |                    |                    |
|  |                       |       | （6戦4勝制＜含・アドバンテージ1＞) 東京ドーム |       |                  |        |                      |        |                    |                    |
|  |                       |       |                                               |       |                  |        |                      |        |                    |                    |
|  | 巨人（セ優勝）        | ☆●○○○ |                                               |       |                  |        |                      |        |                    |                    |
|  | 巨人（セ優勝）        | ☆●○○○ | （3戦2勝制） ナゴヤドーム                     |       |                  |        |                      |        |                    |                    |
|  |                       |       | 中日                                          | ★○●●● |                  |        |                      |        |                    |                    |
|  | 中日（セ2位）         | ●○○   | 中日                                          | ★○●●● |                  |        |                      |        |                    |                    |
|  | 中日（セ2位）         | ●○○   | （7戦4勝制） 札幌ドーム 東京ドーム            |       |                  |        |                      |        |                    |                    |
|  | ヤクルト（セ3位）     | ○●●   |                                               |       |                  |        |                      |        |                    |                    |
|  | ヤクルト（セ3位）     | ○●●   |                                               |       | 巨人（セCS優勝） | ○●○●○○ |                      |        |                    |                    |
|  |                       |       |                                               |       | 巨人（セCS優勝） | ○●○●○○ |                      |        |                    |                    |
|  |                       |       |                                               |       |                  |        | 日本ハム（パCS優勝） | ●○●○●● |                    |                    |
|  |                       |       |                                               |       |                  |        | 日本ハム（パCS優勝） | ●○●○●● |                    |                    |
|  |                       |       | （6戦4勝制＜含・アドバンテージ1＞) 札幌ドーム |       |                  |        |                      |        |                    |                    |
|  |                       |       |                                               |       |                  |        |                      |        |                    |                    |
|  | 日本ハム（パ優勝）    | ☆○○●○ |                                               |       |                  |        |                      |        |                    |                    |
|  | 日本ハム（パ優勝）    | ☆○○●○ | （3戦2勝制） クリネックス宮城                 |       |                  |        |                      |        |                    |                    |
|  |                       |       | 楽天                                          | ★●●○● |                  |        |                      |        |                    |                    |
|  | 楽天（パ2位）         | ○○    | 楽天                                          | ★●●○● |                  |        |                      |        |                    |                    |
|  | 楽天（パ2位）         | ○○    |                                               |       |                  |        |                      |        |                    |                    |
|  | ソフトバンク（パ3位） | ●●    |                                               |       |                  |        |                      |        |                    |                    |
|  | ソフトバンク（パ3位） | ●●    |                                               |       |                  |        |                      |        |                    |                    |

☆・★=クライマックスシリーズ・2ndのアドバンテージ1勝・1敗分

## 対戦日程
- 10月31日 - 第1戦 札幌ドーム
- 11月1日 - 第2戦 札幌ドーム
- 11月3日 - 第3戦 東京ドーム
- 11月4日 - 第4戦 東京ドーム
- 11月5日 - 第5戦 東京ドーム
- 11月7日 - 第6戦 札幌ドーム

試合開始時間は東京ドームが18:00。札幌ドームが18:15。
いずれの試合も1塁側巨人、3塁側日本ハムとなる
パ本拠地（札幌ドーム）で開催された第1・2・6戦は、指名打者制で行われた。

## 試合経過等
| 日付                                    | 試合   | ビジター球団（先攻）       | スコア | ホーム球団（後攻）         | 開催球場   |
| --------------------------------------- | ------ | -------------------------- | ------ | -------------------------- | ---------- |
| 10月31日（土）                          | 第1戦  | 読売ジャイアンツ           | 4 - 3  | 北海道日本ハムファイターズ | 札幌ドーム |
| 11月1日（日）                           | 第2戦  | 読売ジャイアンツ           | 2 - 4  | 北海道日本ハムファイターズ | 札幌ドーム |
| 11月2日（月）                           | 移動日 | 移動日                     | 移動日 | 移動日                     | 移動日     |
| 11月3日（火）                           | 第3戦  | 北海道日本ハムファイターズ | 4 - 7  | 読売ジャイアンツ           | 東京ドーム |
| 11月4日（水）                           | 第4戦  | 北海道日本ハムファイターズ | 8 - 4  | 読売ジャイアンツ           | 東京ドーム |
| 11月5日（木）                           | 第5戦  | 北海道日本ハムファイターズ | 2 - 3  | 読売ジャイアンツ           | 東京ドーム |
| 11月6日（金）                           | 移動日 | 移動日                     | 移動日 | 移動日                     | 移動日     |
| 11月7日（土）                           | 第6戦  | 読売ジャイアンツ           | 2 - 0  | 北海道日本ハムファイターズ | 札幌ドーム |
| 優勝：読売ジャイアンツ（7年ぶり21回目） |        |                            |        |                            |            |

### 第1戦（10月31日）
●日本ハム 3－4 巨人○　（札幌ドーム）
|          | 1 | 2 | 3 | 4 | 5 | 6 | 7 | 8 | 9 | R | H  | E |
| -------- | - | - | - | - | - | - | - | - | - | - | -- | - |
| 巨人     | 0 | 1 | 0 | 0 | 2 | 0 | 1 | 0 | 0 | 4 | 8  | 0 |
| 日本ハム | 0 | 1 | 0 | 0 | 0 | 1 | 0 | 0 | 1 | 3 | 12 | 0 |

1. 巨：○ゴンザレス（5回1/3） - H山口（1回2/3） - H越智（1回） - Sクルーン（1回）
2. 日：●武田勝（6回） - 建山（0/3回） - 林（1/3回） - 江尻（1回2/3）  - 宮西（1回）
3. 勝利：ゴンザレス（1勝）
4. セーブ：クルーン（1S）
5. 敗戦：武田勝（1敗）
6. 本塁打
巨：谷1号ソロ（2回武田勝）
日：スレッジ1号ソロ（2回ゴンザレス）
7. * 開始 18時15分　観衆 40,650人　時間 3時間18分
  - 審判　球審＝柳田（パ） 塁審＝真鍋（セ）、中村稔（パ）、西本（セ） 外審＝丹波（パ）、森（セ）

- 始球式は2009 NPB12球団ジュニアトーナメントの日本ハムジュニアチームとして出場する予定の小学生が務めた。
- オーダー

| 巨人 | 巨人     | 巨人     |
| 打順 | 守備     | 選手     |
| ---- | -------- | -------- |
| 1    | （遊）   | 坂本     |
| 2    | （中）   | 松本     |
| 3    | （三）   | 小笠原   |
|      | 走左     | 鈴木     |
| 4    | （指）   | ラミレス |
| 5    | （右）   | 亀井     |
| 6    | （左）   | 谷       |
|      | 三       | 寺内     |
| 7    | （捕）   | 阿部     |
| 8    | （一）二 | 木村拓   |
| 9    | （二）   | 古城     |
|      | 打       | 大道     |
|      | 打一     | 李承燁   |

| 日本ハム | 日本ハム | 日本ハム |
| 打順     | 守備     | 選手     |
| -------- | -------- | -------- |
| 1        | （二）   | 田中     |
| 2        | （左）   | 森本     |
| 3        | （右）   | 稲葉     |
| 4        | （一）   | 髙橋     |
| 5        | （指）   | スレッジ |
|          | 走指     | 村田     |
| 6        | （三）   | 小谷野   |
| 7        | （中）   | 糸井     |
| 8        | （捕）   | 鶴岡     |
|          | 打       | 坪井     |
|          | 打       | 二岡     |
|          | 捕       | 大野     |
|          | 打       | 稲田     |
|          | 捕       | 中嶋聡   |
| 9        | （遊）   | 金子誠   |

第1戦は巨人はゴンザレス、日本ハムは武田勝の先発で始まった。巨人は2回表、谷の本塁打で先制したが、日本ハムは2回裏、スレッジの本塁打で同点に追いつく。5回表、巨人は2死2・3塁のチャンスを作ると、坂本の2点適時二塁打で勝ち越した。
7回にも江尻から古城の代打の代打李承燁が適時打を放ち1点を入れ、試合を決定づけた。9回に日本ハムは1点差に詰め寄るが、後が続かなかった。
日本ハムは打線が巨人を上回る12安打を放ちながら、チャンスを逃したことが響いた。

### 第2戦（11月1日）
○日本ハム 4－2 巨人●　（札幌ドーム）
|          | 1 | 2 | 3 | 4 | 5 | 6 | 7 | 8 | 9 | R | H  | E |
| -------- | - | - | - | - | - | - | - | - | - | - | -- | - |
| 巨人     | 0 | 0 | 0 | 2 | 0 | 0 | 0 | 0 | 0 | 2 | 8  | 0 |
| 日本ハム | 0 | 0 | 4 | 0 | 0 | 0 | 0 | 0 | X | 4 | 12 | 0 |

1. 巨：●内海（2回2/3） - 東野（3回1/3） - 豊田（1回） - 木村正（2/3回） - 金刃（1/3回）
2. 日：○ダルビッシュ（6回） - H宮西（1回） - H金森（1回） - S武田久（1回）
3. 勝利：ダルビッシュ（1勝）
4. セーブ：武田久（1S）
5. 敗戦：内海（1敗）
6. 本塁打
巨：亀井1号2ラン（4回ダルビッシュ）
日：稲葉1号ソロ（3回内海）
7. * 開始 18時16分　観衆 40,718人　時間 2時間52分
  - 審判　球審＝森（セ） 塁審＝丹波（パ）、真鍋（セ）、中村稔（パ） 外審＝佐々木（セ）、山村（パ）

- 試合前のセレモニーでは元日本ハムの新庄剛志が登場。始球式は俳優の小原裕貴（映画『僕たちのプレイボール』に出演）が務めた。
- オーダー

| 巨人 | 巨人   | 巨人     |
| 打順 | 守備   | 選手     |
| ---- | ------ | -------- |
| 1    | （遊） | 坂本     |
| 2    | （中） | 松本     |
| 3    | （三） | 小笠原   |
| 4    | （指） | ラミレス |
| 5    | （右） | 亀井     |
| 6    | （左） | 谷       |
| 7    | （捕） | 阿部     |
| 8    | （一） | 李承燁   |
| 9    | （二） | 古城     |

| 日本ハム | 日本ハム | 日本ハム |
| 打順     | 守備     | 選手     |
| -------- | -------- | -------- |
| 1        | （二）   | 田中     |
| 2        | （左）   | 森本     |
| 3        | （右）   | 稲葉     |
| 4        | （一）   | 髙橋     |
| 5        | （指）   | スレッジ |
| 6        | （三）   | 小谷野   |
| 7        | （中）   | 糸井     |
| 8        | （捕）   | 鶴岡     |
| 9        | （遊）   | 金子誠   |

巨人は内海、日本ハムはダルビッシュが先発した。日本ハムは3回裏、稲葉の先制本塁打を皮切りに内海に5者連続ヒットを浴びせ4点を先制、内海をノックアウトした。巨人は亀井の二点本塁打で反撃したが、日本ハムはそのまま逃げ切った。ダルビッシュは怪我の影響でシーズン中にはなかった立ち投げのフォームだったが6回2失点、中継ぎ陣も無失点と好投し、日本ハムが1勝1敗のタイに戻した。巨人は内海が3回持たずノックアウトされる誤算や、得点機を逃したことが響いた。

### 第3戦（11月3日）
○巨人 7－4 日本ハム●　（東京ドーム）
|          | 1 | 2 | 3 | 4 | 5 | 6 | 7 | 8 | 9 | R | H | E |
| -------- | - | - | - | - | - | - | - | - | - | - | - | - |
| 日本ハム | 1 | 1 | 0 | 0 | 1 | 0 | 0 | 1 | 0 | 4 | 4 | 0 |
| 巨人     | 0 | 2 | 1 | 0 | 2 | 0 | 0 | 2 | X | 7 | 8 | 3 |

1. 日：●糸数（5回） - 林（1回） - 菊地（1回1/3） - 宮西（1/3回） - 江尻（1/3回）
2. 巨：○オビスポ（6回） - H越智（1回） - H山口（1回） - Sクルーン（1回）
3. 勝利：オビスポ（1勝）
4. セーブ：クルーン（2S）
5. 敗戦：糸数（1敗）
6. 本塁打
日：稲葉2号ソロ（1回オビスポ）、小谷野1号ソロ（2回オビスポ）、田中1号ソロ（5回オビスポ）
巨：李承燁1号ソロ（2回糸数）、阿部1号ソロ（2回糸数）、小笠原1号ソロ（3回糸数）
7. * 開始 18時00分　観衆 45,150人　時間 3時間11分
  - 審判　球審＝山村（パ）　塁審=佐々木（セ）、丹波（パ）、真鍋（セ）　線審=柳田（パ）、西本（セ）

- 始球式はジョージ・W・ブッシュ前アメリカ合衆国大統領が務めた[5]。
- オーダー

| 日本ハム | 日本ハム | 日本ハム |
| 打順     | 守備     | 選手     |
| -------- | -------- | -------- |
| 1        | （二）   | 田中     |
| 2        | （中）   | 糸井     |
|          | 打中     | 森本     |
| 3        | （右）   | 稲葉     |
| 4        | （一）   | 髙橋     |
| 5        | （左）   | スレッジ |
| 6        | （三）   | 小谷野   |
| 7        | （遊）   | 二岡     |
| 8        | （捕）   | 鶴岡     |
|          | 打       | 稲田     |
| 9        | （投）   | 糸数     |
|          | 投       | 林       |
|          | 打       | 坪井     |
|          | 投       | 菊地     |
|          | 投       | 宮西     |
|          | 投       | 江尻     |
|          | 打       | 中田     |

| 巨人 | 巨人     | 巨人     |
| 打順 | 守備     | 選手     |
| ---- | -------- | -------- |
| 1    | （遊）   | 坂本     |
| 2    | （中）   | 松本     |
| 3    | （三）一 | 小笠原   |
| 4    | （左）   | ラミレス |
|      | 走左     | 鈴木     |
| 5    | （右）   | 亀井     |
| 6    | （一）   | 李承燁   |
|      | 打       | 谷       |
|      | 三       | 寺内     |
| 7    | （捕）   | 阿部     |
| 8    | （二）   | 脇谷     |
|      | 投       | 山口     |
|      | 打       | 木村拓   |
|      | 投       | クルーン |
| 9    | （投）   | オビスポ |
|      | 投       | 越智     |
|      | 打二     | 古城     |

東京ドームに舞台を移した第3戦、日本ハムは糸数、巨人はオビスポの先発で幕を上げた。1回表、日本ハムは稲葉の2試合連続本塁打で先制、2回にも小谷野の本塁打で加点した。巨人は2回裏、李承燁・阿部の連続本塁打で同点に追いつき、3回に小笠原の本塁打で勝ち越した。5回表、日本ハムは田中の1号ソロで追いつくも、その裏巨人は二死二・三塁から小笠原の2点二塁打で再び勝ち越し、8回にも2点を入れ、そのまま逃げ切り、シリーズ2勝1敗と再びリードした。

### 第4戦（11月4日）
●巨人 4－8 日本ハム○　（東京ドーム）
|          | 1 | 2 | 3 | 4 | 5 | 6 | 7 | 8 | 9 | R | H  | E |
| -------- | - | - | - | - | - | - | - | - | - | - | -- | - |
| 日本ハム | 0 | 0 | 4 | 0 | 1 | 0 | 1 | 2 | 0 | 8 | 11 | 1 |
| 巨人     | 0 | 0 | 1 | 0 | 0 | 0 | 0 | 3 | 0 | 4 | 13 | 0 |

1. 日：○八木（5回） - 建山（1回） - 宮西（1回） - 金森（1/3回） - H林（2/3回） - 武田久（1回）
2. 巨：●高橋尚（5回） - 豊田（1回） - 金刃（1回） - 木村（0/3回） - 野間口（2回）
3. 勝利：八木（1勝）
4. 敗戦：高橋尚（1敗）
5. 本塁打
日：髙橋1号ソロ（5回高橋尚）
巨：ラミレス1号3ラン（8回金森）
6. * 開始 18時00分　観衆45,133人　時間 3時間38分
  - 審判　球審＝西本（セ）　塁審＝柳田（パ）、佐々木（セ）、丹波（パ）　外審＝森（セ）、中村（パ）

- オーダー

| 日本ハム | 日本ハム | 日本ハム |
| 打順     | 守備     | 選手     |
| -------- | -------- | -------- |
| 1        | （二）   | 田中     |
| 2        | （中）   | 森本     |
| 3        | （右）   | 稲葉     |
| 4        | （一）   | 髙橋     |
|          | 投       | 武田久   |
| 5        | （左）   | スレッジ |
|          | 走左     | 紺田     |
| 6        | （三）   | 小谷野   |
| 7        | （遊）   | 二岡     |
|          | 遊       | 飯山     |
| 8        | （捕）   | 鶴岡     |
| 9        | （投）   | 八木     |
|          | 投       | 建山     |
|          | 打       | 中田     |
|          | 投       | 宮西     |
|          | 打       | 坪井     |
|          | 投       | 金森     |
|          | 投       | 林       |
|          | 一       | 稲田     |

| 巨人 | 巨人   | 巨人     |
| 打順 | 守備   | 選手     |
| ---- | ------ | -------- |
| 1    | （遊） | 坂本     |
| 2    | （中） | 松本     |
| 3    | （三） | 小笠原   |
| 4    | （左） | ラミレス |
| 5    | （一） | 亀井     |
| 6    | （右） | 谷       |
| 7    | （捕） | 阿部     |
| 8    | （二） | 木村拓   |
| 9    | （投） | 高橋尚   |
|      | 打     | 大道     |
|      | 投     | 豊田     |
|      | 投     | 金刃     |
|      | 打     | 李承燁   |
|      | 投     | 木村正   |
|      | 投     | 野間口   |
|      | 打     | 古城     |

第4戦は、日本ハムが八木、巨人は高橋尚で始まった。3回、日本ハムは髙橋の2点適時打、小谷野の2点適時二塁打で4点を先制、その後も加点する。巨人もラミレスの3点本塁打で反撃するが日本ハムはそのまま逃げ切った。
先発の八木は5回1失点と好投し、シリーズを2勝2敗のタイに戻した。巨人は3併殺を喫するなど、拙攻が目立ち、反撃が遅かった。先発高橋尚も試合を作れなかった。

### 第5戦（11月5日）
○巨人 3-2 日本ハム● （東京ドーム）
|          | 1 | 2 | 3 | 4 | 5 | 6 | 7 | 8 | 9  | R | H | E |
| -------- | - | - | - | - | - | - | - | - | -- | - | - | - |
| 日本ハム | 0 | 1 | 0 | 0 | 0 | 0 | 0 | 0 | 1  | 2 | 4 | 1 |
| 巨人     | 0 | 0 | 0 | 0 | 0 | 0 | 0 | 1 | 2x | 3 | 7 | 2 |

1. 日：藤井（7回） - 建山（1/3回） - 林（2/3回） - ●武田久（1/3回）
2. 巨：ゴンザレス（7回） - ○山口（2回）
3. 勝利：山口（1勝）
4. 敗戦：武田久（1敗1S）
5. 本塁打
日：髙橋2号ソロ（9回山口）
巨：亀井2号ソロ（9回武田久）、阿部2号ソロ（9回武田久・サヨナラ）
6. * 開始 18時00分　観衆45,160人　時間 2時間57分
  - 審判　球審＝中村（パ）　塁審＝森（セ）、柳田（パ）、佐々木（セ）　外審＝山村（パ）、真鍋（セ）

- オーダー

| 日本ハム | 日本ハム | 日本ハム |
| 打順     | 守備     | 選手     |
| -------- | -------- | -------- |
| 1        | （二）   | 田中     |
| 2        | （中）   | 糸井     |
| 3        | （右）   | 稲葉     |
| 4        | （一）   | 髙橋     |
| 5        | （左）   | スレッジ |
|          | 投       | 武田久   |
| 6        | （三）   | 小谷野   |
| 7        | （遊）   | 二岡     |
|          | 遊       | 飯山     |
| 8        | （捕）   | 大野     |
|          | 投       | 建山     |
|          | 投       | 林       |
|          | 左       | 森本     |
| 9        | （投）   | 藤井     |
|          | 打捕     | 鶴岡     |

| 巨人 | 巨人   | 巨人       |
| 打順 | 守備   | 選手       |
| ---- | ------ | ---------- |
| 1    | （遊） | 坂本       |
| 2    | （中） | 松本       |
|      | 打     | 大道       |
|      | 走二   | 脇谷       |
| 3    | （三） | 小笠原     |
| 4    | （左） | ラミレス   |
| 5    | （一） | 亀井       |
| 6    | （右） | 谷         |
| 7    | （捕） | 阿部       |
| 8    | （二） | 古城       |
|      | 投     | 山口       |
| 9    | （投） | ゴンザレス |
|      | 二     | 寺内       |
|      | 打     | 李承燁     |
|      | 走中   | 鈴木       |

勝った方が日本一に王手をかける第5戦、日本ハムは藤井、巨人はゴンザレスの両先発で始まった。試合は2回表、日本ハムがスレッジの三ゴロ失策で4試合連続の先制。その後は藤井、ゴンザレス両先発が好投、試合は7回まで動かなかった。しかし8回表、日本ハムが好投していた藤井に代打鶴岡を出したものの不発に終わると、その裏巨人は日本ハム2番手の建山から1死2塁のチャンス。3番手林の2塁悪送球で1死3塁となり、代打大道が適時打で同点。9回表、日本ハムは一死から髙橋の本塁打で試合を決定づけたかに思えたが、巨人は9回裏守護神武田久から先頭の亀井が本塁打を放ち同点。1死後に阿部がサヨナラ本塁打を放ち、劇的な勝利で巨人は日本一に王手をかけた。日本ハムは武田久がわずか4球で逆転負けを喫する誤算で、王手をかけられて札幌へ戻ることになった。

### 第6戦（11月7日）
●日本ハム 0-2 巨人○　（札幌ドーム）
|          | 1 | 2 | 3 | 4 | 5 | 6 | 7 | 8 | 9 | R | H  | E |
| -------- | - | - | - | - | - | - | - | - | - | - | -- | - |
| 巨人     | 0 | 1 | 0 | 0 | 0 | 1 | 0 | 0 | 0 | 2 | 6  | 0 |
| 日本ハム | 0 | 0 | 0 | 0 | 0 | 0 | 0 | 0 | 0 | 0 | 11 | 1 |

1. 巨：東野（2/3回） - ○内海（4回2/3） - H豊田（2/3回） - H山口（1回） - H越智（2/3回） - Sクルーン（1回1/3）
2. 日：●武田勝（7回2/3） - 江尻（1/3回） - 林（1回）
3. 勝利：内海（1勝1敗）
4. セーブ：クルーン(3S)
5. 敗戦：武田勝（2敗）
6. * 開始 18時16分　観衆 40,714人　時間 3時間2分
  - 審判　球審＝真鍋（セ）　塁審＝山村（パ）、森（セ）、柳田（パ）　外審＝西本（セ）、丹波（パ）

- オーダー

| 巨人 | 巨人   | 巨人     |
| 打順 | 守備   | 選手     |
| ---- | ------ | -------- |
| 1    | （遊） | 坂本     |
| 2    | （中） | 松本     |
| 3    | （三） | 小笠原   |
| 4    | （指） | ラミレス |
| 5    | （右） | 亀井     |
| 6    | （左） | 谷       |
|      | 左     | 工藤     |
| 7    | （捕） | 阿部     |
| 8    | （一） | 李承燁   |
| 9    | （二） | 古城     |

| 日本ハム | 日本ハム | 日本ハム |
| 打順     | 守備     | 選手     |
| -------- | -------- | -------- |
| 1        | （二）   | 田中     |
| 2        | （左）   | 森本     |
|          | 打       | 稲田     |
|          | 走       | 紺田     |
| 3        | （右）   | 稲葉     |
| 4        | （一）   | 髙橋     |
| 5        | （指）   | スレッジ |
| 6        | （三）   | 小谷野   |
| 7        | （中）   | 糸井     |
| 8        | （捕）   | 鶴岡     |
|          | 打       | 坪井     |
|          | 捕       | 大野     |
| 9        | （遊）   | 二岡     |
|          | 走       | 村田     |

巨人が勝てば日本一、日本ハムが勝てば逆王手の第６戦。先発は巨人が東野、日本ハムが武田勝。武田勝は初回、巨人打線を三者凡退に抑える立ち上がり。一方東野は初回二死1塁の場面で髙橋の打球を手に受け、わずか14球で負傷退場となった。しかしその後を受けた内海がスレッジを打ち取り、先制を許さない。試合が動いたのは2回表、亀井の2塁打、谷の投手ゴロで2死3塁から阿部の適時二塁打で先制する。内海は6回一死まで日本ハム打線を無失点に抑える好投で救援陣へとつないだ。6回に巨人は、小笠原の安打が稲葉の失策を誘い、2点目をあげた。
9回、日本ハムは二岡の2塁打と稲田の四球で1死1・3塁の好機を迎えたが、稲葉・髙橋が連続三振に倒れ、試合終了。巨人が7年ぶりの日本一。同時に札幌ドームで最後の日本一の胴上げとなった。
日本ハムは武田勝が8回途中まで2失点と好投しながら、打線が応えることが出来ず、3年ぶりの日本一とはならなかった。

## 表彰選手
- 最高殊勲選手賞：阿部慎之助（巨人）
  - 捕手の受賞は、2001年の古田敦也（ヤクルト）以来8年ぶり史上4人目（5度目）。巨人の捕手のMVP受賞は1967年の森昌彦以来42年ぶり2人目。
- 敢闘選手賞：髙橋信二（日本ハム）
- 優秀選手賞：ディッキー・ゴンザレス（巨人）
- 優秀選手賞：亀井義行（巨人）
- 優秀選手賞：小谷野栄一（日本ハム）※敗退したパ・リーグ選手の受賞は辻発彦以来15年ぶり5人目

## テレビ・ラジオ中継

### テレビ中継

#### 第1戦（10月31日）
- 北海道テレビ放送（HTB）≪テレビ朝日系列 ※福井放送・テレビ宮崎では放送なし　製作・テレビ朝日（EX）　制作協力・HTB≫
  - 放送時間：18:11 - 21:41（50分延長、18:00 - 18:11までは『日本シリーズ直前情報』を放送）
  - スカイ・A sports+でも放送時間：翌1:15 - 5:15に録画放送
- NHK衛星第1
  - 放送時間：18:05 - 21:45（15分延長）

#### 第2戦（11月1日）
- 北海道文化放送（UHB）≪フジテレビ系列 ※テレビ大分・テレビ宮崎では放送なし　製作・フジテレビ（CX）　制作協力・UHB≫
  - 放送時間：18:00 - 21:24（30分延長）
  - フジテレビTWOでも23:50 - 翌5:00に録画放送
- NHK衛星第1
  - 放送時間：18:05 - 21:23

#### 第3戦（11月3日）
- 日本テレビ（NTV）≪日本テレビ系列 ※テレビ大分・テレビ宮崎では放送なし≫
  - 放送時間：17:50 - 21:19（25分延長）
- 日テレG+≪製作・日本テレビ≫
  - 放送時間：17:30 - 22:00
- NHK衛星第1
  - 放送時間：17:50 - 21:25

#### 第4戦（11月4日）
- 日本テレビ（NTV）≪日本テレビ系列 ※テレビ宮崎は放送なし≫
  - 放送時間：17:50 - 21:44（延長50分）
- 日テレG+≪製作・日本テレビ≫
  - 放送時間：17:30 - 22:00）

#### 第5戦（11月5日）
- 日本テレビ（NTV）≪日本テレビ系列 ※テレビ大分・テレビ宮崎では放送なし≫
  - 放送時間：17:50 - 21:09（延長15分）
- 日テレG+≪製作・日本テレビ≫
  - 放送時間：17:30 - 22:00

#### 第6戦（11月7日）
- 北海道文化放送（UHB）≪フジテレビ系列 ※テレビ大分では放送なし　制作・フジテレビ　制作協力・UHB≫
  - 放送時間：18:00 - 21:34（40分延長）
  - フジテレビONEでも翌0:00 - 3:00に録画放送
- NHK衛星第1
  - 放送時間：18:05 - 21:35（5分延長）

- 第7戦が実施された場合はテレビ北海道（TVh）≪TXN系列　ぎふチャン（GBS）、三重テレビ放送（MTV）、びわ湖放送（BBC）、KBS京都（KBS）、サンテレビ（SUN）、奈良テレビ（TVN）、テレビ和歌山（WTV）でも放送≫が中継する予定だった。

- フジテレビ系列とテレビ東京系列は2年ぶりに放映権を獲得したが、TBS系列は2年連続で放映権を逃した。また、第2戦の中継では、新庄剛志と清原和博の解説、三宅正治（フジテレビアナウンサー）の実況について、制作局のフジテレビには電話やホームページへの投稿などで約6000件もの抗議・苦情が殺到した[7]。

※視聴率は（ビデオリサーチ調べ）、第1戦は18%（関東）、31.1%（札幌）。 第2戦は16.4%（関東）、35.5%（札幌）。第3戦（18時以降）は17.2%（関東）、37.2%（札幌）。第4戦（18時以降）は15.9%（関東）、43.5%（札幌）。第5戦（18時以降）は19%（関東）、45.1%（札幌）。第6戦は21.6%（関東）、35.7%（札幌）だった。

### ラジオ中継
第1戦：10月31日
- NHKラジオ第1≪全国放送・全試合途中ニュース中断あり≫[9]… 実況：広坂安伸、解説：大島康徳
- TBSラジオ≪全試合自社制作≫… 実況：林正浩、解説：佐々木主浩
- 文化放送（QR)≪NRNネット・STVラジオ制作≫…実況：永井公彦(STVラジオ）、解説：白井一幸
- ニッポン放送（LF）≪全試合自社制作≫…実況：松本秀夫、解説：江本孟紀
- ラジオ日本≪全試合自社制作≫…実況：小林幸明、解説：水野雄仁

第2戦：11月1日
- NHKラジオ第1… 実況：渡辺憲司、解説：鈴木啓示
- TBSラジオ… 実況：戸崎貴広、解説：元木大介
- 文化放送≪第２戦～第６戦まで自社制作≫…実況：飯塚治、解説：東尾修、ゲスト解説：西口文也
- ニッポン放送…実況：師岡正雄、解説：若松勉
- ラジオ日本…実況：内藤博之、解説：水野雄仁

第3戦：11月3日
- NHKラジオ第1… 実況：竹林宏、解説：山本和行
- TBSラジオ… 実況：清水大輔、解説：牛島和彦、ゲスト解説：井端弘和
- 文化放送…実況：上野智広、解説：山崎裕之、ゲスト解説：清水崇行
- ニッポン放送…実況：山内宏明、解説：達川光男
- ラジオ日本…実況：細渕武揚、解説：中畑清

第4戦：11月4日
- NHKラジオ第1… 実況：福澤浩行、解説：大野豊
- TBSラジオ… 実況：林正浩、解説：川口和久、ゲスト解説：立浪和義
- 文化放送…実況：長谷川太、解説：西本聖、ゲスト解説：駒田徳広
- ニッポン放送…実況：胡口和雄、解説：田尾安志
- ラジオ日本…実況：石黒新平、解説：柴田勲

第5戦：11月5日
- NHKラジオ第1… 実況：小野塚康之、解説：今中慎二
- TBSラジオ… 実況：戸崎貴広、解説：田淵幸一
- 文化放送…実況：槇嶋範彦、解説：豊田泰光、ゲスト解説：工藤公康
- ニッポン放送…実況：山田透、解説：関根潤三
- ラジオ日本…実況：小林幸明、解説：池谷公二郎

第6戦：11月7日
- NHKラジオ第1… 実況：田中崇裕、解説：大島康徳
- TBSラジオ… 実況：椎野茂、解説：栗山英樹
- 文化放送…実況：松島茂、解説：大塚光二
- ニッポン放送…実況：煙山光紀、解説：デニー友利
- ラジオ日本…実況：細渕武揚、解説：鹿取義隆